# Bachtanka
Bachtanka (en ukrainien et en russe : Баштанка) est une ville de l'oblast de Mykolaïv, en Ukraine, et le centre administratif du raïon de Bachtanka. Sa population s'élevait à 12 000 habitants en 2024.

## Géographie

### Situation
Bachtanka se trouve à 58 km — 60 km par le chemin de fer et 65 km par la route — au nord-est de Mykolaïv et à 32 km — 34 km par la route — au sud de Novyï Bouh.

### Transports
Bachtanka se trouve à 60 km de Mykolaïv par le chemin de fer et à 65 km par la route.

## Histoire

### Origine
Bachtanka a été fondé en 1806. La localité a porté le nom de Poltavka de 1909 à 1928.

### XXesiècle
Bachtanka a le statut de ville depuis 1987.

### XXIesiècle

#### Invasion russe de l'Ukraine en 2022
Un convoi de l'armée russe a été pris en embuscade et aurait été détruit par des avions ukrainiens près de Bachtanka en mars 2022 lors de la bataille de Mykolaïv.

Un hôpital aurait été touché par un missile russe le 20 avril.

## Population
Recensements (*) ou estimations de la population :
| 1959* | 1970* | 1979* | 1989*  |
| ----- | ----- | ----- | ------ |
| 5 043 | 6 783 | 9 126 | 12 873 |

| 2001*  | 2009   | 2010   | 2011   |
| ------ | ------ | ------ | ------ |
| 13 146 | 12 586 | 12 654 | 12 696 |

| 2012   | 2013   | - | - |
| ------ | ------ | - | - |
| 12 657 | 12 680 | - | - |